# Better Off Alone
Better Off Alone è un singolo del gruppo musicale olandese Alice DeeJay, pubblicato nel 1999 come primo estratto dal primo album in studio Who Needs Guitars Anyway?.

## Descrizione
"Do you think you're better off alone?" ("Pensi/ate di stare meglio da solo/i?") è la frase principale della canzone, che è stata scritta da Pronti & Kalmani. La canzone nasceva inizialmente come strumentale, ma venne richiesto alla cantante Judith Pronk di cantarne il testo in quanto DJ Jurgen, che era coinvolto nel progetto, preferiva restare un dj nell'ombra.
La canzone divenne un tormentone internazionale e raggiunse la posizione numero 2 nella classifica Billboard del 2000. La canzone divenne un successo Pop raggiungendo il secondo posto in Canada, il ventisettesimo negli Stati Uniti, e il secondo nel Regno Unito.
L'album Who Needs Guitars Anyway? raggiunse le prime posizioni della Classifica Billboard degli album, grazie soprattutto al successo di questo singolo.

## Cover
Nel 2013 viene pubblicata una cover del brano realizzata dal Dj Matteo De Angelis .
Gigi D'Agostino ha inserito la sua versione del singolo nell'album Smoderanza del 2020.
Nel 2022 e nel 2023 viene riproposta anche da Alfredo Nini in quattro versioni.
Instrumental:
1. "Better Off Alone" (radio instrumental mix) – 2:19
2. "Better Off Alone" (extended instrumental mix) – 5:01
Vocal:
1. "Better Off Alone" (radio vocal mix) – 2:19
2. "Better Off Alone" (extended vocal mix) – 5:01

## Altri utilizzi
La base musicale del brano è stata utilizzata nel singolo Play Hard di David Guetta del 2013, a cui hanno collaborato alla parte vocale Akon e Ne-Yo.
Un'ulteriore campionatura del beat e parte del testo di Better Off Alone sono alla base del singolo Does It Matter del cantante olandese Janieck Devy. Lo stesso vale anche per il singolo Say Yeah di Wiz Khalifa, El Incomprendido di Farruko e One Day di Martin Jensen e Fast Boy.
Una campionatura del brano è presente anche nel singolo Xanax di Lindsay Lohan del 2020.
La campionatura del brano è stata utilizzata per la base del singolo Alone di Kim Petras e Nicki Minaj, pubblicato nel 2023. Sempre nel 2023 la campionatura del brano è stata utilizzata per il singolo Crying on the Dance floor di Sam Feldt e Jonas Blue. Sempre nel 2023 il noto dj anglo norvegese Alan Walker realizza il brano Better Off Alone Pt 3, canzone che riprende la melodia ed il ritornello della canzone.

## Classifiche
| Paese         | Posizione più alta |
| ------------- | ------------------ |
| Australia     | 4                  |
| Brasile       | 57                 |
| Finlandia     | 16                 |
| Francia       | 6                  |
| Germania      | 32                 |
| Irlanda       | 3                  |
| Islanda       | 25                 |
| Italia        | 17                 |
| Norvegia      | 3                  |
| Nuova Zelanda | 11                 |
| Regno Unito   | 2                  |
| Stati Uniti   | 27                 |
| Svezia        | 5                  |
| Svizzera      | 28                 |
| Ungheria      | 10                 |